# Davis Cup 1956
In 1956 werd het toernooi om de Davis Cup  voor de 45e keer gehouden. De Davis Cup is het meest prestigieuze tennistoernooi voor landen dat sinds 1900 elk jaar wordt georganiseerd.
Australië won voor de 13e keer de Davis Cup door in de finale de Verenigde Staten met 5-0 te verslaan.
De deelnemers strijden in drie verschillende regionale zones tegen elkaar. De winnaar van elke zone speelt het interzonaal toernooi. De winnaar daarvan speelt tegen de regerend kampioen om de Davis Cup.

## Finale
Australië -  Verenigde Staten 5-0 (Adelaide, Australië, 26-28 december)

## Interzonaal Toernooi
|  | halve finale 29 september - 1 oktober | halve finale 29 september - 1 oktober |  |       | finale 14-16 december | finale 14-16 december |
|  |                                       |                                       |  |       |                       |                       |
|  |                                       |                                       |  |       |                       |                       |
|  | India                                 |                                       |  |       |                       |                       |
|  | bye                                   |                                       |  |       | in Australië          | in Australië          |
|  |                                       |                                       |  |       | Verenigde Staten      | 4                     |
|  |                                       |                                       |  | India | 1                     |                       |
|  | Verenigde Staten                      | 4                                     |  |       |                       |                       |
|  | Italië                                | 1                                     |  |       |                       |                       |

Eerst genoemd team speelt thuis

## België
België speelt in de Europese zone.
| datum      | tegenstander | uitslag | locatie | groep   | ronde       | winst/verlies |
| ---------- | ------------ | ------- | ------- | ------- | ----------- | ------------- |
| 03-06-1956 | Zweden       | 1-4     | thuis   | EUR udt | kwartfinale | v             |
| 13-05-1956 | Spanje       | 4-1     | uit     | EUR udt | 2e ronde    | w             |

België bereikte de kwartfinale van de Europese zone.

## Nederland
Nederland speelt in de Europese zone.
| datum      | tegenstander | uitslag | locatie | groep   | ronde    | winst/verlies |
| ---------- | ------------ | ------- | ------- | ------- | -------- | ------------- |
| 13-05-1956 | Chili        | 0-5     | thuis   | EUR udt | 2e ronde | v             |
| 29-04-1956 | Turkije      | 5-0     | uit     | EUR udt | 1e ronde | w             |

Nederland bereikte de tweede ronde van de Europese zone.
| niveau 1 | niveau 2 | niveau 3 | niveau 4 | niveau 5 |

Algemeen · Opzet · Finales · Winnaars 
 België ·  Nederland ·  Aruba ·  Nederlandse Antillen 

1900 · 1901 · 1902 · 1903 · 1904 · 1905 · 1906 · 1907 · 1908 · 1909 · 1910 · 1911 · 1912 · 1913 · 1914 · 1915 · 1916 · 1917 · 1918 · 1919 · 1920 · 1921 · 1922 · 1923 · 1924 · 1925 · 1926 · 1927 · 1928 · 1929 · 1930 · 1931 · 1932 · 1933 · 1934 · 1935 · 1936 · 1937 · 1938 · 1939 · 1940 · 1941 · 1942 · 1943 · 1944 · 1945 · 1946 · 1947 · 1948 · 1949 · 1950 · 1951 · 1952 · 1953 · 1954 · 1955 · 1956 · 1957 · 1958 · 1959 · 1960 · 1961 · 1962 · 1963 · 1964 · 1965 · 1966 · 1967 · 1968 · 1969 · 1970 · 1971 · 1972 · 1973 · 1974 · 1975 · 1976 · 1977 · 1978 · 1979 · 1980 · 1981 · 1982 · 1983 · 1984 · 1985 · 1986 · 1987 · 1988 · 1989 · 1990 · 1991 · 1992 · 1993 · 1994 · 1995 · 1996 · 1997 · 1998 · 1999 · 2000 · 2001 · 2002 · 2003 · 2004 · 2005 · 2006 · 2007 · 2008 · 2009 · 2010 · 2011 · 2012 · 2013 · 2014 · 2015 · 2016 · 2017 · 2018 · 2019 · 2020-2021 · 2022 · 2023 · 2024 · 2025